# Морозов, Владимир Игоревич
Владимир Игоревич Морозов (14 июня 1953, Кырчаны, Кировская область — 2 марта 2022) — российский писатель, поэт, публицист, краевед, редактор. Член Союза журналистов СССР, член Союза писателей России, автор ряда книг для детей. Редактор вятского альманаха для детей «Вершки и корешки». Председатель правления Кировского областного отделения Союза писателей России (с 2009 года). Лауреат премии Кировской области по литературе и искусству (2004, 2010, 2013, 2016).

## Биография
Окончил Ленинградскую ордена Ленина лесотехническую академию им. С. М. Кирова по специальности инженер лесного хозяйства. Работал лесным таксатором, младшим научным сотрудником научно-исследовательского института лесной генетики и селекции, инженером охраны и защиты леса, лесничим, директором лесосеменной станции, государственным инспектором по охране леса. Учился на Высших литературных курсах.
Рассказы и стихи Владимира Морозова публиковались в журналах: «Наш современник», «Юность», «Мурзилка», «Пионер», «Костёр», «Колобок», «Юный натуралист», «Начальная школа», «Чудеса и приключения», «Детское чтение для сердца и разума»; в альманахах и сборниках: «Истоки» (Москва, 1985), «Ключик» (Киров, 1989), «Звёздочка. Книга для октябрят на 1990 год» (Москва, 1989), «Светит месяц» (Москва, 1990), «Необычный дирижёр» (Москва, 1991), «Энциклопедия земли Вятской». Т. 2., «Литература» (Киров, 1995), «Чтоб не забылась та война. Вятские писатели и дети о Великой Отечественной» (Киров, 2005), «Наши птицы. Вятские писатели и учёные — о пернатых края» (Киров, 2006), «Вершки и корешки. Вятский альманах для детей». Вып. № 3 (Киров, 2007), «50 писателей» (Москва, 2008).
Владимир Морозов — автор более 20 книг для детей и взрослых. Первая книга «Рассказы о русском лесе» вышла в Москве в издательстве «Малыш» (1991), далее последовали книги «Сорочишка» (1992), «Народный дневник» (2001), «Лесная елка» (2003) и др. Член Союза писателей России с 1992 года.
Скончался от скоротечной онкологии 2 марта 2022 года.

### Книги
- В. И. Морозов Рассказы о русском лесе. — М.: Малыш, 1991. — 40 с.: ил.
- В. И. Морозов Азбука от А до Я: книжка-раскраска. — Киров, 1991. — 32 с.: илл.
- В. И. Морозов Лесничий, Иван Колюкин и Уголовный Кодекс: повесть, рассказы. — Киров: Вят. лит.-худож. изд-во КО СФК, 1991. — 112 с.
- В. И. Морозов Сорочишка: маленькая повесть в лесных разговорах. — Киров: Вят. лит.-худож. изд-во КО СФК, 1992. — 32 с.: илл.
- В. И. Морозов Считалочка. — М.:Малыш, 1999. — 23 с.: ил.
- В. И. Морозов Народный дневник. — Киров : Триада-С, 2001. — 64 с.
- Из дудки в дудку. Учёная жена: старинные вятские народные сказки в обработке Владимира Морозова / оформл. Л. Кореневой; собрал и записал Д. К. Зеленин; лит. обраб. В. Морозова — Киров: ТО Автор, 2002. — 20 с. — (Старинная вятская сказка).
- Иван Гогаринов: старинные вятские народные сказки в обработке Владимира Морозова / собрал и записал Д. К. Зеленин; лит. обраб. В. И. Морозова; оформление А. Крысова — Киров : ТО Автор, 2002. — 19 с. — (Старинная вятская сказка).
- Солдат Вяткин: старинные вятские народные сказки в обработке Владимира Морозова / оформл. Л. Кореневой, А. Крысова; собрал и записал Д. К. Зеленин; лит. обраб. В. И. Морозова — Киров : ТО Автор, 2002. — 23 с. — (Старинная вятская сказка).
- Солдат и черти: старинные вятские народные сказки в обработке Владимира Морозова / собрал и записал Д. К. Зеленин; лит. обраб. В. И. Морозова; оформление А. Крысова — Киров : ТО Автор, 2002. — 24 с. — (Старинная вятская сказка).
- Юра: старинные вятские народные сказки в обработке Владимира Морозова / собрал и записал Д. К. Зеленин; лит. обраб. В. И. Морозова; оформ. А. Крысова — Киров : ТО Автор, 2002. — 23 с. — (Старинная вятская сказка).
- В. И. Морозов: Вульф, Г. В. Тетрадь. пер. с древ. англ. В. Морозова; худож. А. Крысов. — Киров : ТО Автор, 2003. — 32 с.: илл.
- В. И. Морозов Лесная ёлка. худож. Л. Коренева. — Киров : ТО Автор, 2003. — 18 с.: илл.
- В. И. Морозов Осторожно, гнездо! худож. Л. Коренева; оформл. обл. А. Крысов. — Киров, 2003. — 18 с.: илл.
- В. И. Морозов Считалка. Разучиваем счёт: считалка-обучалка — раскраска-развлекалка. худож. А. Крысов — Киров : ТО Автор, 2004. — 23 с.: илл.
- В. И. Морозов Кто грибы ест: рассказы лесника. — Киров : Grey V. Woolf, 2005. — 40 с.: илл.
- В. И. Морозов История становления и развития лесного хозяйства Кировской области. — Киров : ТО Grey V. Woolf, 2006. — 288 с.: илл.
- В. И. Морозов Алёнкины сказки. худож. Л. Коренева. — Киров : ТГ Grey V. Woolf, 2006. — 52 с.: илл.
- В. И. Морозов Земляничка. худож. А. Решетникова. — Киров :ТГ Grey V. Woolf 2009. — 14 с.: илл.
- В. И. Морозов Костява / худож. С. Горбачев. — Киров : ТГ Grey V. Woolf, 2010. — 96 с.: илл.
- В. И. Морозов Посолонь, или Мой опыт Месяцеслова. — Киров : ТГ Grey V. Woolf, 2010. — 280 с.
- В. И. Морозов Самурай: сборник прозы — Киров : ТГ Grey V. Woolf, 2013. — 216 с.
- В. И. Морозов Атос, или Повесть о фокстерьере. худож. С. Горбачёв. — Киров : ТГ Grey V. Woolf, 2014—112 с.
- Солдатские сказки. Старинные вятские народные сказки в обработке Владимира Морозова. худож.: А. Крысов, С. Горбачов, Л. Коренева. — Киров : ТГ Grey V. Woolf, 2015. — 152 с.
- В. И. Морозов Вовка. — Киров : ТГ Grey V. Woolf, 2015 — 24 с.
- Ребячьи сказки. Старинные вятские народные сказки в обработке Владимира Морозова. — Киров : Grey V. Woolf, 2016—108 с.
- В. И. Морозов Переводы-перепевы. Переводы-пересказы с марийского. — Киров : ТГ Grey V. Woolf, 2016 — 56 с.: илл.
- В. И. Морозов Беседы о лесе. — Киров: ТГ Grey V. Woolf, 2018 — 96 с.: илл.
- В. И. Морозов Как растут сосульки. От весны света до весны зелёной. — Киров: ТГ Grey V. Woolf, 2019 — 80 с.: илл.
- В. И. Морозов Встречи. Рассказы лесничего. — Киров: ТГ Grey V. Woolf, 2019 — 80 с.: илл.
- В. И. Морозов Трасса 559. Роман в сновидениях. — Киров: ТГ Grey V. Woolf, 2020 — 280 с.

### Избранные произведения
- В. И. Морозов Рассказы лесничего и другие повествования для детей разного возраста от дошкольников до пенсионеров. [предисл. В. Поздеева; координац. совет: А. А. Галицких (пред.) и др. ; ред. комис.: В. И. Морозов (пред.) и др.; Правительство Киров. обл., Департамент культуры Киров. обл., Киров. обл. отд-ние Общерос. общ. орг. «Союз писателей России»]. — Киров : О-Краткое, 2011. — 400 с. — (Антология вятской литературы; т.15).

## Цитата
В школе читал немало, но в основном книги о животных и природе вообще, любимыми были книги Бианки, Пришвина, Паустовского и прочих натуралистов, а также и охотников с рыболовами. Читал и журналы: «Юный натуралист», у деда таскал и рассматривал, ещё не умея читать «Охоту и охотничье хозяйство». Позднее познакомился с такими авторами как Арсеньев, Федосеев. Даже намеревался поступать на геодезический, да умные люди объяснили, что времена Федосеева прошли, и мой злой дух Ямбуя поджидает меня в другом месте.
— Владимир Морозов

## Премии и награды
- Премия Госкомиздата за лучшее художественное произведение для детей дошкольного возраста во всероссийском конкурсе «Твой огромный мир»;
- лауреат премии имени детского писателя Л. В. Дьяконова (2001);
- нагрудный знак Министерства культуры России «За достижения в культуре» (2003);
- финалист конкурса Министерства Российской Федерации по делам печати, телерадиовещания и средств массовых коммуникаций «Алые паруса» на лучшие издания для детей и юношества 2004 года;
- премия имени Н. А. Заболоцкого администрации Уржумского района Кировской области (2004);
- премия Кировской области в области литературы и искусства за создание научно-популярного альманаха «Герценка: Вятские записки» (2004);
- премия Кировской области в области литературы и искусства за издание серии книг «Антология вятской литературы» (2010);
- премия Кировской области в области литературы и искусства за проект «Живой голос» (2013);
- литературная премия Уральского федерального округа за 2016 год в номинации «Публицистика и краеведение» с вручением нагрудного знака «Лауреат литературной премии Уральского федерального округа»[3];
- премия Кировской области в области литературы и искусства за проект «Вершки и корешки»: Издание вятского альманаха для детей (2016)[4];
- премия имени Александра Грина (2019)[5].